# 존 쿡 (주지사)
존 쿡(John Cook, 1730년, 영국령 아메리카 델라웨어 식민지 스머나 ~ 1789년 10월 27일, 델라웨어주 스머나)은 미국의 정치인으로 델라웨어 주지사이다.

## 경력
- 1772 ~ 1778 켄트 카운티 보안관
- 1776.10 ~ 1777.10 델라웨어 뉴캐슬 선거구 하원의원
- 1778.10 ~ 1779.10 델라웨어 도버 선거구 하원의원
- 1780.10 ~ 1782.11 델라웨어 상원의원
- 1782.11 ~ 1783.02 제6대 델라웨어주 주지사
- 1783.10 ~ 1787.10 델라웨어 대륙회의 도버 선거구 의원
- 1787.10 ~ 1789.10 델라웨어 상원의원

## 역대 선거 결과
| 선거명      | 직책명                          | 대수 | 정당   | 득표율   | 득표수 | 결과 | 당락                 |
| ----------- | ------------------------------- | ---- | ------ | -------- | ------ | ---- | -------------------- |
| 1776년 선거 | 하원의원 (델라웨어 켄트 선거구) | 1대  | 연방당 | 11.11%   | 1표    | 8위  | 델라웨어 주의원 당선 |
| 1778년 선거 | 하원의원 (델라웨어 켄트 선거구) | 3대  | 연방당 | 16.67%   | 1표    | 6위  | 델라웨어 주의원 당선 |
| 1783년 선거 | 하원의원 (델라웨어 켄트 선거구) | 8대  | 연방당 | 14.29%   | 1표    | 7위  | 델라웨어 주의원 당선 |
| 1786년 선거 | 하원의원 (델라웨어 켄트 선거구) | 11대 | 연방당 | 14.29%   | 1표    | 6위  | 델라웨어 주의원 당선 |
| 1787년 선거 | 상원의원 (델라웨어 켄트 선거구) | 12대 | 연방당 | 단독후보 | 무투표 | 1위  | 델라웨어 주의원 당선 |